# Tholos del Cerro de la Barca
El tholos o dolmen neolítico de Cerro de la Barca (también llamado dólmenes de Valdecaballeros) se encuentra en una colina al sureste de Valdecaballeros, en la provincia de Badajoz, en la Extremadura española. 
El dolmen, que fue saqueado en un momento indeterminado, fue documentado y renovado en 2010. La cámara redonda, que es similar al dolmen de Lácara y al dolmen del Tremedal, consta de ortostatos decorados con finos grabados y depresiones y restos indefinibles de pintura. Consiste en una cámara y un pasillo largo y ancho. Se conservan las piedras laterales del corredor y la cámara, mientras falta el techo. El portal trilito está relativamente completo. 
Cerca, en un promontorio en la confluencia de Guadiana y Guadalupe, entre los municipios de Valdecaballeros Castilblanco y Herrera del Duque, se encuentra el inexplorado Castro del Cerro de la Barca, una fortaleza de la Edad del Hierro.

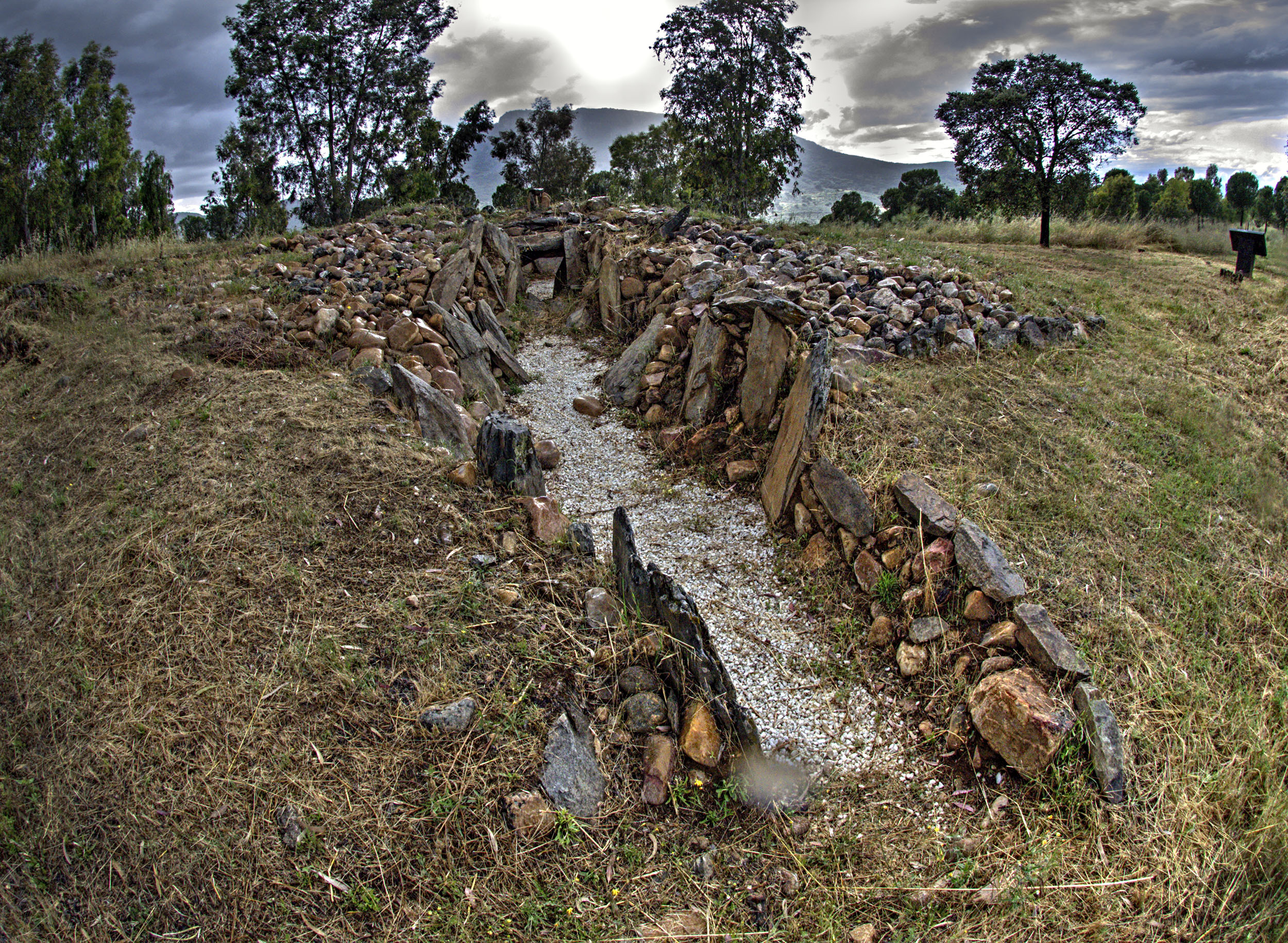
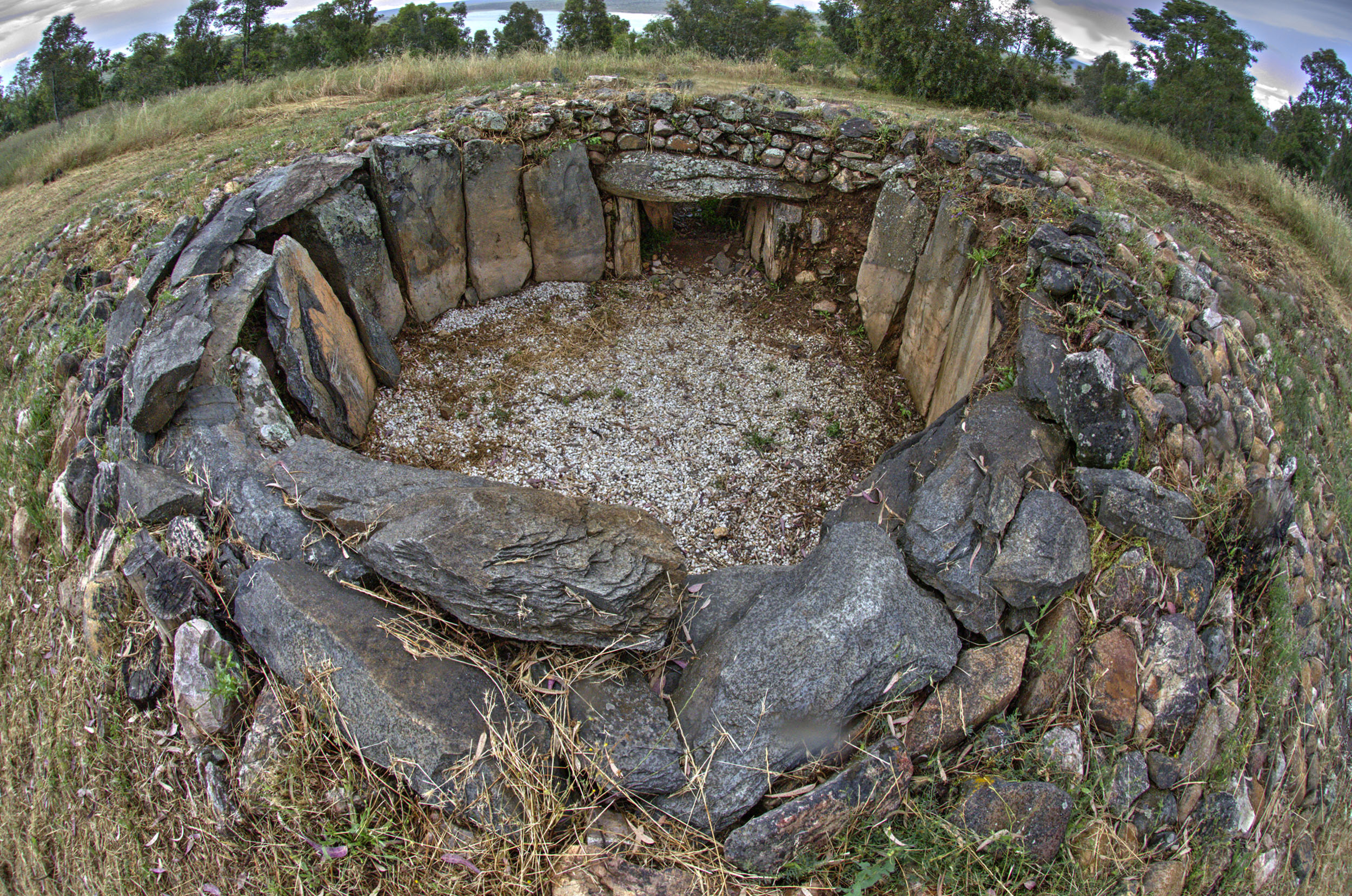